# Tempestade tropical da Nova Escócia de 2006
A tempestade tropical da Nova Escócia de 2006 (designação do NHC: AL02) foi um ciclone tropical de curta duração que foi classificado como tal em análises pós-tempestade. Sendo a segunda tempestade tropical da temporada de furacões no Atlântico de 2006, o sistema formou-se como um ciclone extratropical a sudeste de Nantucket, Massachusetts, Estados Unidos, em 16 de Julho de uma frente fria em dissipação. A tempestade seguiu para nordeste sobre águas mornas e em 17 de Julho, o sistema tornou-se uma tempestade tropical depois que uma área de convecção formou-se no seu centro. A tempestade rapidamente chegou a 85 km/h antes de encontrar águas frias e se enfraquecer. Em 18 de Julho, a tempestade se degenerou para uma área de baixa pressão remanescente não convectiva e após passar sobre Terra Nova, a tempestade se dissipou em 19 de Julho. Os impactos no Canadá foram mínimos e não foram registrados mortes.

## História meteorológica
Uma frente fria deixou a Costa Leste dos Estados Unidos no final de 13 de Julho e logo após estacionou-se sobre o Oceano Atlântico noroeste. A frente enfraqueceu-se e dissipou-se, deixando duas áreas de baixa pressão. A área mais ao sul estava localizada a cerca de 320 km/h ao sul de Cabo Hatteras, Carolina do Norte e depois se tornou a Tempestade tropical Beryl, enquanto a área mais ao norte estava localizada a 470 km de Cape Cod, Massachusetts. Esta área mais ao norte tornou-se uma uma área de baixa pressão extratropical em 16 de Julho depois que um cavado aproximou-se ao seu oeste. Movendo-se para nordeste dobre águas mornas por volta de 27 a 28°C, o cavado enfraqueceu-se e no final de 16 de Julho, o sistema separou-se da frente fria em dissipação. Pouco depois, uma grande área de convecção formou-se perto de seu centro e foi estimado que o sistema tinha se tornado uma depressão tropical no começo da madrugada de 17 de Julho. Neste momento, o sistema estava localizado a cerca de 390 km a sudeste de Nantucket, Massachusetts.
Acelerando para nordeste, a depressão encontrou condições favoráveis para desenvolvimento e intensificou-se numa tempestade tropical seis horas depois de ter se tornado num ciclone tropical. Uma banda de convecção curvada espiralmente formou-se na porção norte da tempestade, com outras bandas destacadas tornando-se mais proeminentes. A tempestade continuou a fortalecer-se e no final de 17 de Julho, a tempestade atingiu o seu pico de intensidade com ventos constantes de 85 km/h enquanto estava localizado a 395 km ao sul de Halifax, Nova Escócia, Canadá. Pouco depois, a tempestade encontrou águas muito frias depois de deixar a corrente do Golfo. A tempestade rapidamente se enfraqueceu assim que as áreas de convecção diminuíram rapidamente e em 18 de Julho, a tempestade se degenerou para uma área de baixa pressão remanescente não convectiva. Seus remanescentes atravessaram a Terra Nova, Canadá antes de seguir para leste-nordeste e em 19 de Julho, o sistema dissipou-se.
Operacionalmente, o sistema foi classificado como um sistema não tropical. Entretanto, análises pós-tempestade da tempestade proveram evidências suficientes de características tropicais para garantir a classificação como uma tempestade tropical não nomeada. Observações analisaram que a tempestade apresentava um núcleo morno simétrico, enquanto que em tempo real, o núcleo foi considerado subtropical. Além do mais, a tempestade foi primeiramente avaliada como uma baixa frontal em tempo real, embora análises subsequentes não indicavam características frontais e também indicavam que não havia ar frio no ambiente quando a tempestade atingiu seu pico de intensidade.

## Impactos, o nome e recordes

A tempestade antes de atingir a Terra Nova, Canadá.

Depois de entrar na área de responsabilidade do Centro Canadense de Furacões, uma boia registrou ventos máximos constantes de 56 km/h com rajadas de 70 km/h. A mesma boia registrou uma pressão atmosférica mínima de 1001,2 mbar A tempestade enfraqueceu-se grandemente antes de atingir a Terra Nova e como resultado, os danos foram mínimos. Não foi emitida qualquer previsão oficial para a tempestade. Entretanto, o Centro de Previsões de Tempestades Atlânticas emitiu avisos de vento forte em alto mar devido esta tempestade.
Como parte de sua revisão pós-temporada rotineira, o Centro Nacional de Furacões ocasionalmente identificou um ciclone tropical ou subtropical que não fora designado baseado em novos dados ou em interpretações meteorológicas. A re-análise de 2006 resultou na reclassificação de uma tempestade tropical que não fora nomeado em 15 de Dezembro de 2006. Se a tempestade tivesse sido classificado operacionalmente, deveria ter sido a tempestade tropical Beryl. O último ciclone tropical a ser classificado como tal foi o Furacão Oito na temporada de 1991. Este furacão é mais conhecido como a Tempestade Perfeita. Vários outros ciclones subtropicais foram classificados como tais durante análises pós-tempestades. O mais recente aconteceu em 2005.
Depois de tornar-se um ciclone tropical na latitude 39,1°N, a tempestade quebrou o recorde de ciclogênese tropical mais ao norte já registrado no Atlântico desde que os registros começaram na temporada de 1940, superando a tempestade tropical Arthur em 2002. Incluindo os ciclones subtropicais, a tempestade de 2006 teve seu ciclogênese tropical mais ao norte desde uma tempestade subtropical em Dezembro de 1975. Além do mais, o ciclone tornou-se uma tempestade tropical mais ao norte do qualquer outro no mês de julho e formou-se mais ao norte do que qualquer outra tempestade Atlântica desde a tempestade tropical Alberto em 1988.